# محمدرضا مرشدزاده
محمدرضا مرشدزاده (زاده ۱۳۳۵ در تهران) دیپلمات اهل ایران است که سفیر ایران در کشورهای مالزی، رومانی، بوسنی و هرزگوین، دانمارک و مجارستان بوده است. وی در سال ۱۳۶۲ به استخدام وزارت امور خارجه ایران درآمد.

## سمت‌ها
- معاون اداره پنجم سیاسی (سابق) - وزارت امور خارجه ۱۳۶۳
- رئیس اداره جنوب و شرق آسیای وزارت امور خارجه ۱۳۸۴–۱۳۷۹
- سفیر ایران در مالزی - اکردیته در برونئی و ویتنام ۱۳۷۰–۱۳۶۶
- مشاور وزیر و رئیس اداره جنوب و شرق آسیای وزارت امور خارجه ۱۳۷۶–۱۳۷۰
- سفیر ایران در رومانی ۱۳۷۹–۱۳۷۶
- رئیس اداره شمال و شرق اروپای وزارت امور خارجه ۱۳۸۴–۱۳۷۹
- سفیر ایران در بوسنی و هرزگوین ۱۳۸۵–۱۳۸۴
- سفیر ایران در دانمارک ۱۳۸۸–۱۳۸۶[۱]
- مدیر کل کشورهای مشترک‌المنافع و همسایگان شمال غربی ۱۳۹۲–۱۳۸۹
- سفیر ایران در مجارستان ۱۳۹۲- ۱۳۹۵[۲]